# Anna Johanna Grill
Anna Johanna Grill (I) född 1720 i Stockholm (döpt 21 januari), död 3 januari 1778 i Stockholm, var en svensk tecknare, numismatiker och godsägarinna. 

## Biografi
Anna Johanna Grill var dotter till köpmannen Carlos Grill och Hendrica Meijtens, samt dotterdotter till porträttmålaren Martin Meijtens. Hon gifte sig 1737 med sin farbrors son, kusinen Claes Grill, och tillsammans fick de barnen Adolf Ulric Grill, och Anna Johanna Grill (II), den senare gifte sig med Henrik Wilhelm Peill.
Som tecknare räknas hon som dilettant och hon är representerad på Nordiska museet med fyra teckningar över Svindersvik. Hon ingick i Carl Gustaf Tessins numismatiska kommitté. Hennes porträtt hänger på Ekonomiska museet och Numismatiska Föreningen slog en medalj över henne 1997. Under ett antal år förestod hon också Danvikens hospital som beskyddare. 
Den svenske gustavianske kompositören Johan Wikmanson färdigställde sex år efter Anna Johanna Grills död, år 1784, ett divertissement som heter Divertissement på Söderfors bruk i D-moll som var tillägnat henne.
På Söderfors bruk uppfördes Änkehuset 1776 under ledning av Anna Johanna Grill som bostad för änkor efter brukets arbetare. Även ensamstående kvinnor med barn kom att bo här. Byggnaden är uppförd av slaggsten i två våningar under sadeltak. Änkehuset behöll sin funktion till 1916 då ett kommunalt ålderdomshem istället inrättades vid Söderfors. Därefter kom byggnaden att användas för arkivändamål fram till 1993. Idag ägs Änkehuset, som blev byggnadsminne 1995, av Söderfors hembygdsförening.
År 1770 utvidgade Anna Johanna Grill sin fastighet i Stockholm, det Torstensonska palatset, med butiker i bottenvåningen längs med Gustaf Adolfs torg, och med personalbostäder mot strömmen. Byggnaderna stod bara i några år innan prinsessan Sofia Albertina köpte fastigheten och byggde sitt palats med huvudfasaden mot torget - numera Utrikesdepartementet.

## Bilder

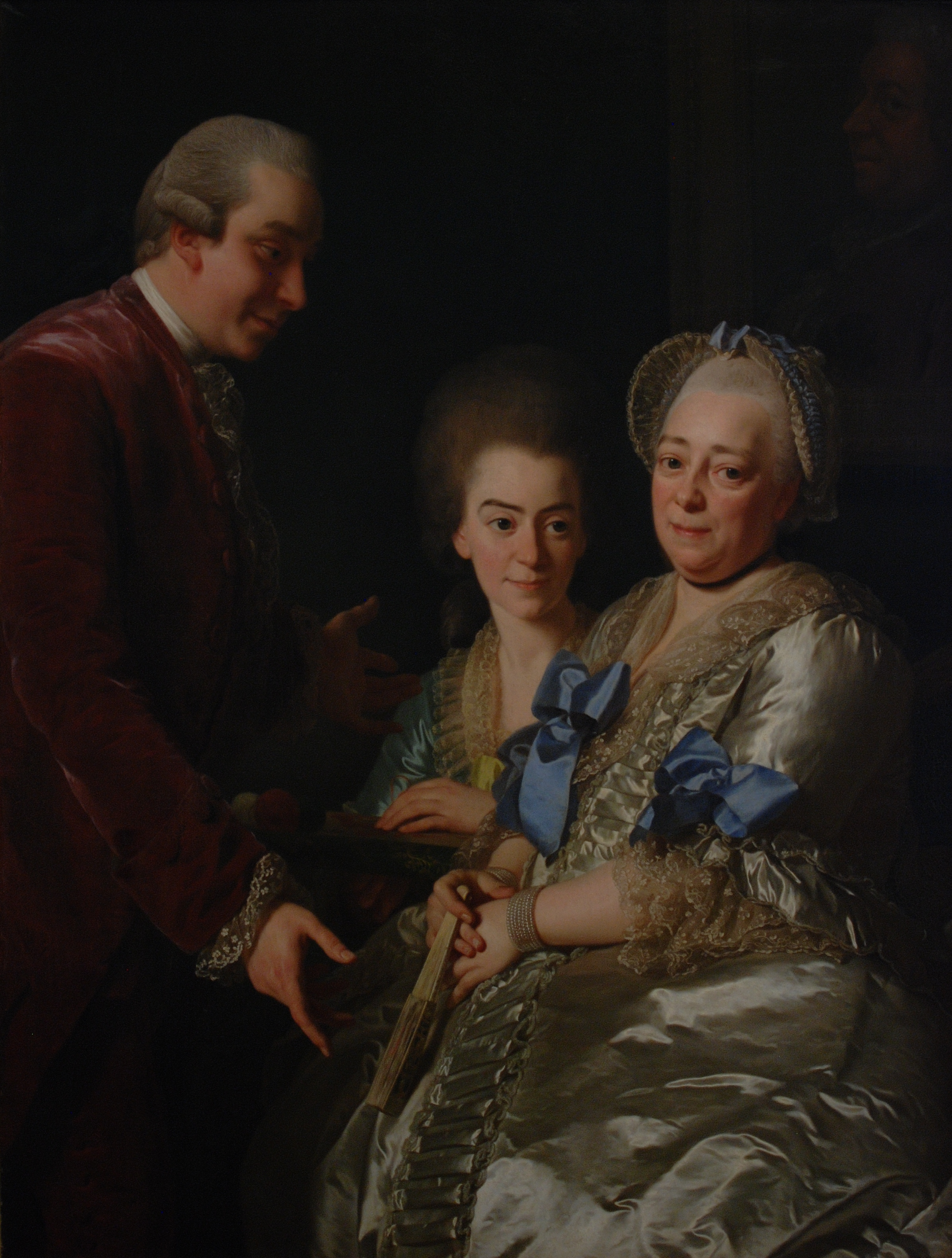
Anna Johanna Grill med sin son och svärdotter, av Alexander Roslin. (1775)
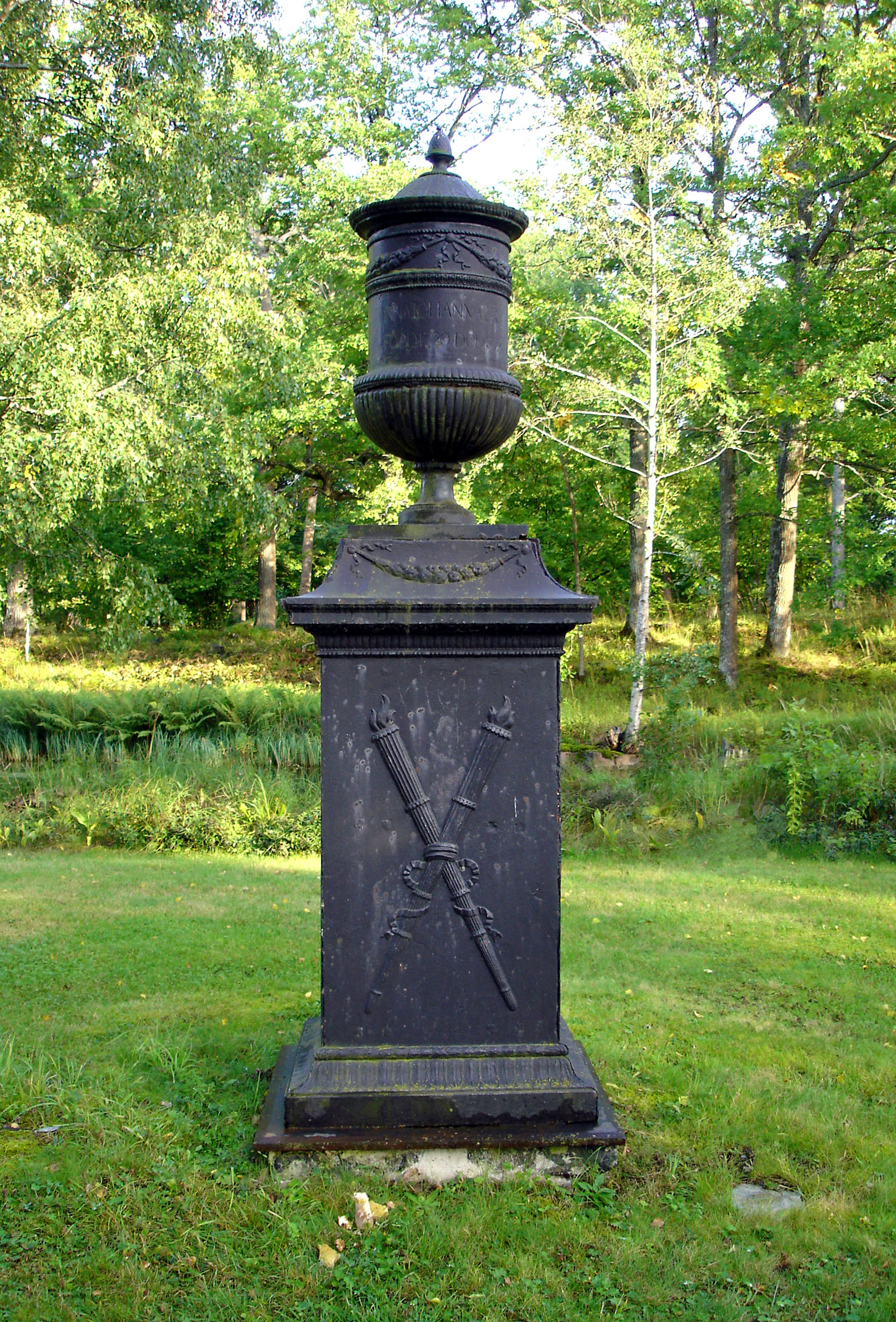
Monumentet över Anna Johanna Grill vid Söderfors bruk
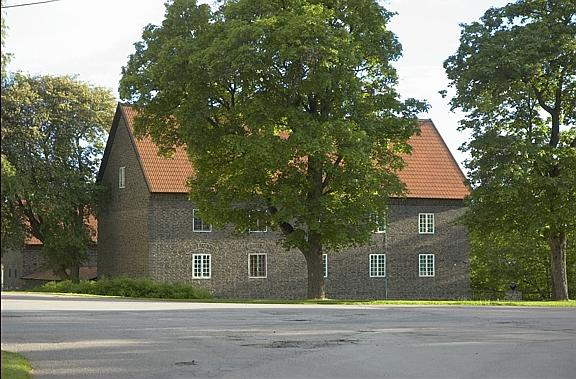
Änkehuset